# Volga Volga
Ne doit pas être confondu avec Volga ! Volga !.
Pour plus de détails, voir Fiche technique et Distribution.
Volga Volga (Волга-Волга) est un film soviétique de Grigori Alexandrov, du genre comédie musicale, sorti sur les écrans le 24 avril 1938. La musique est d'Isaac Dounaïevski.
Initialement réalisé en noir et blanc le film est colorisé en 2010 par la société Formula Tsveta à la demande de la chaîne de télévision russe Pierviy Kanal,.

## Synopsis
Byvalov, chef carriériste et bureaucrate d'une petite ville de province rêve de s'établir à Moscou. Il reçoit un télégramme de la capitale pour présenter des équipes de musiciens amateurs aux Olympiades musicales de Moscou, mais estimant qu'il n'y a pas de talent dans sa petite ville, Byvalov ne veut envoyer personne. Il existe deux orchestres d'amateurs en ville, l'un de musique classique, l'autre de musique populaire. Ils essayent en vain de convaincre le chef du soviet municipal. Finalement Byvalov, accepte de partir en bateau sur la Volga pour rejoindre Moscou, avec l'orchestre de musique classique. 
L'autre équipe, dirigée par Dounia (Lioubov Orlova), s'y rend par ses propres moyens et arrive avant les autres.

## Fiche technique
- Titre : Volga Volga
- Titre original : Волга-Волга
- Réalisation : Grigori Alexandrov
- Scénario : Nikolaï Erdman, Mikhaïl Volpine (ru), Grigori Alexandrov, Vladimir Nilsen (ru)
- Photographie : Vladimir Nilsen (ru)
- Assistant réalisateur : Konstantin Youdine, Bella Fiedman, Vartan Kachmichev
- Directeur artistique : Gueorgui Grivtsov
- Musique originale : Isaac Dounaïevski
- Son : Evgueni Nesterov (ru), Raïssa Loukina
- Costumes : Konstantin Yefimov
- Montage : Eva Ladyzhenskaïa
- Production : Mosfilm
- Pays de production : URSS
- Format : Noir et blanc - 1.37 : 1 - Mono - 35 mm
- Genre : Comédie et film musical
- Durée : 104 minutes
- Langue : russe
- Dates de sortie :
  - URSS : 24 avril 1938
  - États-Unis : 16 mai 1941
  - France : 13 mars 1946
- Sous-titres français : Marie-Paule Chérel

## Distribution
- Sergueï Antimonov : le concierge
- Emmanuil Gueller
- Igor Ilinski : Byvalov
- Pavel Olenev : Kouzma Ivanovitch, le capitaine
- Lioubov Orlova : Dounia Petrova
- Andreï Toutychkine : Aliocha
- Maria Mironova : la secrétaire de Byvalov
- Anatoli Chalaïev : le jeune compositeur
- Valentina Kibardina (non créditée)
- Vsevolod Sanaïev : le bûcheron
- Nikita Kondratiev : le serveur
- Alexeï Dolinine : le policier
- Ivan Chouvelev : le président du jury des Jeux olympiques
- Vladimir Volodine : le pilote

## Anecdotes
En 1942, en pleine Seconde Guerre mondiale, Staline invite W. Averell Harriman, ambassadeur des États-Unis à venir voir le film. Celui-ci lui plut et en signe d'amitié, Staline en envoya une copie à Roosevelt.
Roosevelt se fit visionner Volga Volga, mais ne comprit pas pourquoi Staline tenait à ce qu'il le vît. Il demanda alors qu'on lui traduisit les paroles de la chanson Serviouga (le nom du bateau): « L'Amérique a donné un bateau à la Russie, vapeur en proue et roues à l'arrière, mais quelle terrible lenteur, quelle terrible lenteur ! » Roosevelt s'écria : « Je comprends désormais. Staline critique notre lenteur à ouvrir un deuxième front ! ».